# Acmaeodera hepburnii
Acmaeodera hepburnii är en skalbaggsart som beskrevs av Leconte 1860. Acmaeodera hepburnii ingår i släktet Acmaeodera och familjen praktbaggar. Inga underarter finns listade i Catalogue of Life.